# Chiautempan
Santa Ana Chiautempan (également: Chiautempan) est une ville de la municipalité de Chiautempan, dans la partie centre-sud de l'État mexicain de Tlaxcala. La ville sert de siège municipal de la municipalité, qui couvre une superficie de 66,21 kilomètres carrés. Au recensement de 2005, elle comptait 46 776 habitants, soit la quatrième communauté de l'État en nombre d'habitants. La ville se trouve à l'extrême ouest de la municipalité, dont la population recensée était de 63 300 habitants.